# Raphael Logam
Raphael Logam (Rio de Janeiro, 5 de janeiro de 1986) é um ator brasileiro. Ficou conhecido por interpretar Evandro do Dendê na série Impuros, papel que lhe rendeu duas indicações ao Emmy Internacional.

## Biografia e carreira
Filho de uma empregada doméstica e de um funcionário público, Logam nasceu no Rio de Janeiro em 5 de janeiro de 1986. Foi incentivado a seguir um rumo diferente do artístico, mas acabou iniciando sua trajetória no teatro aos 12 anos, ingressando na Casa da Gávea no início dos anos 2000. Começou sua carreira no teatro aos 14 anos, ao atuar na peça O Despertar da Primavera, com direção de Luisa Thiré, Carlos Arthur Thiré e Cadú Fávero. Em 2004 participou da montagem de Beijo na Boca, de Carlos Arthur Thiré, e em 2012 foi indicado como melhor ator ao prêmio Zilka Salaberry, por sua atuação na peça Macunaima: uma história de amor, com direção de Lúcia Coelho.
Sua carreira no cinema inclui os filmes, Irma Vap - O Retorno, de Carla Camuratti em 2006; Última parada 174 de Bruno Barreto em 2007; Descalço sobre a Terra Vermelha, dirigido por Oriol Ferrer, uma co-produção Brasil-Espanha em 2012; Como É Cruel Viver Assim, de Júlia Rezende, Doidas e Santas, de Paulo Thiago, Simonal de Leonardo Domingues. Na televisão, integrou o elenco de A Turma do Pererê, interpretando o personagem título na produção da TV Brasil. Participou ainda do elenco de novelas, séries e filmes como A Regra do Jogo, da Globo, A Lei e o Crime, da Record, Questão de Família, do GNT. Em 2020, atuou em M-8 - Quando a Morte Socorre a Vida, de Jeferson De, onde viveu o personagem título, um corpo na aula de Anatomia da Faculdade de Medicina - por este último, foi indicado ao prêmio de Melhor Ator Nacional no Festival Sesc Melhores Filmes.
Em 2018, passou a integrar o elenco de Impuros como o protagonista Evandro do Dendê, jovem de uma favela do Rio que se torna um dos maiores traficantes do Brasil, papel que lhe deu reconhecimento internacional, com duas indicações ao Emmy Internacional. De 2019 a 2020 interpretou Pedrinho, co-protagonista do seriado Homens?, criado por Fábio Porchat e produzido pelo canal Comedy Central Brasil. Em 2020 fez uma participação em Amor de Mãe como Felipe, professor que estremecia o relacionamento de Camila (Jéssica Ellen) com Danilo (Chay Suede), mas acabava se assumindo homossexual. Após encerrar as gravações do longa-metragem Mato ou Morro com direção de Caco Souza, interpretando Marcos, um médico que tem uma pousada em Gramado e, quando finalmente consegue fazer a reforma no local, se depara com um casal gringo morto na pousada, Raphael atua em outro filme do diretor, O Faixa Preta – A verdadeira história de Fernando Tererê, baseado na história verídica de um dos maiores lutadores de jiu-jitsu da história, e ainda a estreia da série de comédia Nada Suspeitos, de Cesinha Rodrigues, como Darlison, que trabalha como assessor e sonha em ser presidente da empresa, até que um assassinato ocorre e todos da instituição se tornam suspeitos. Na sequência, atua no filme Carga Máxima, de Tomás Portella, fazendo Danilo, ex-piloto de fórmula truck que é convencido a entrar num esquema de roubo de carga para salvar a equipe financeiramente.
Em 2022, retoma as gravações da série Impuros em sua quarta temporada, concilia com as gravações da série O Jogo que Mudou a História, onde vive um agente penitenciário inspirado em um personagem real. A série mostra toda a trajetória desse agente, que acompanha o surgimento das facções do narcotráfico no Rio de Janeiro. Ao mesmo tempo, participa da série de drama Os Outros e o especial de terror do Porta dos Fundos, O Espírito do Natal. No teatro, é dirigido por Lázaro Ramos e Tatiana Tiburcio na peça O Método Grönholm, história sobre até onde quatro executivos, desempregados são capazes de irem para conseguirem o emprego dos sonhos. Em 2024, estreou nas novelas com Hans, filho de Catarina (Arlete Salles) e um dos antagonistas da trama das 19h Família É Tudo.
Além da carreira artística, Logam é contramestre de capoeira desde 2014, fato este que o levou a viajar para fora do país constantemente. Namora a atriz Karla Bonfá desde 2019 e é pai de Sophia, fruto de um relacionamento anterior.

## Filmografia

### Televisão
| Ano       | Título                          | Personagem / Cargo                        | Nota                                               |
| --------- | ------------------------------- | ----------------------------------------- | -------------------------------------------------- |
| 2009      | A Lei e o Crime                 |                                           | Episódio: "20"                                     |
| 2010      | Força-Tarefa                    |                                           | Episódio: "Segurança S.A."                         |
| 2010      | Open Bar                        | Marcinho Neurose                          | Episódio: "10"                                     |
| 2010      | A Turma do Pererê               | Saci Pererê                               |                                                    |
| 2012      | Descalço sobre a Terra Vermelha | Tobias                                    |                                                    |
| 2013      | Pa Pe Pi Po Pu                  | Sequestrador                              | Especial de fim de ano                             |
| 2014      | Questão de Família              | Airton                                    | Episódio: "Parceria"                               |
| 2015      | A Regra do Jogo                 | Assaltante do banco                       | Episódio: "31 de agosto"                           |
| 2016      | 1 Contra Todos                  | Orelha                                    | Episódios: "A Lei Vem do Rei" e "A Justiça é Cega" |
| 2016      | Procurando Casseta & Planeta    | Cleversom                                 | Episódio: "A Bengala Kid"                          |
| 2018      | Conselho Tutelar                | Gláuber                                   | Episódio: "2"                                      |
| 2018      | Me Chama de Bruna               | Cliente Gato                              | Episódio: "3"                                      |
| 2018–2025 | Impuros                         | Evandro Rocha Ferreira (Evandro do Dendê) |                                                    |
| 2019      | Jungle Pilot                    | Paulo Roberto (Paulão)                    |                                                    |
| 2019–2020 | Homens?                         | Pedro Rodrigues (Pedrinho)                |                                                    |
| 2020      | Amor de Mãe                     | Prof. Felipe de Souza                     | Episódios: "15–20 de março"                        |
| 2022      | Nada Suspeitos                  | Darlison Oliveira                         |                                                    |
| 2023      | Os Outros                       | Marcelo Lima                              |                                                    |
| 2024–2025 | Matches                         | Benjamin Mattos                           |                                                    |
| 2024      | Família é Tudo                  | Hans Mancini Galindo                      |                                                    |
| 2024      | O Jogo que Mudou a História     | Jesus Pedra (Pedra)                       |                                                    |
| 2024      | Arcanjo Renegado                | Jesus Pedra (Pedra)                       |                                                    |
| 2025      | Capoeiras                       | Veneno                                    |                                                    |

### Cinema
| Ano  | Título                             | Personagem          |
| ---- | ---------------------------------- | ------------------- |
| 2006 | Irma Vap - O Retorno               | Motoboy             |
| 2008 | Última Parada 174                  | Meleca              |
| 2012 | Totalmente Inocentes               | Capanga de Do Morro |
| 2015 | #garotas - O Filme                 | Bernardo            |
| 2015 | Meu Passado Me Condena 2           | Amigo do Futebol    |
| 2016 | Tô Ryca                            | Motorista da van    |
| 2017 | Doidas e Santas                    | Policial            |
| 2017 | Altas Expectativas                 | Assistente da van   |
| 2018 | Como É Cruel Viver Assim           | Alessandro          |
| 2018 | Se Beber, Não Ceie                 | Dono da Taberna     |
| 2018 | Simonal                            | Zé Roberto          |
| 2019 | A Revolta dos Malês                | Victório            |
| 2020 | M8 - Quando a Morte Socorre a Vida | M-8                 |
| 2021 | Pacificado                         | Dudu                |
| 2022 | Medida Provisória                  | Rafael              |
| 2022 | O Espírito do Natal                | Sandro              |
| 2022 | O Faixa Preta                      | Fernando Tererê     |
| 2023 | Carga Máxima                       | Danilo Alves        |
| –    | Mato ou Morro                      | Marcos              |

### Internet
| Ano  | Título                | Personagem          |
| ---- | --------------------- | ------------------- |
| 2020 | Teocracia em Vertigem | Outro Messias local |

## Teatro
| Ano  | Título                          | Personagem |
| ---- | ------------------------------- | ---------- |
| 2000 | O Despertar da Primavera        | [ 3 ]      |
| 2004 | Beijo na Boca                   | [ 3 ]      |
| 2012 | Macunaíma: Uma História de Amor | Macunaíma  |
| 2022 | Método Grönholm                 | Executivo  |

## Prêmios e indicações
| Ano  | Prêmio                                     | Categoria                                                            | Trabalho                                                | Resultado |
| ---- | ------------------------------------------ | -------------------------------------------------------------------- | ------------------------------------------------------- | --------- |
| 2012 | Prêmio Zilka Sallaberry de Teatro Infantil | Melhor Ator                                                          | Macunaíma: Uma História de Amor                         | Indicado  |
| 2019 | Emmy Internacional                         | Melhor Ator                                                          | Impuros                                                 | Indicado  |
| 2020 | Emmy Internacional                         | Melhor Ator                                                          | Impuros                                                 | Indicado  |
| 2021 | Prêmio Notícias da TV                      | Ator ou Atriz de Série                                               | Impuros                                                 | Indicado  |
| 2021 | Festival Sesc Melhores Filmes              | Melhor Ator Nacional                                                 | M8 - Quando a Morte Socorre a Vida                      | Indicado  |
| 2022 | SEC Awards                                 | Melhor Ator em Série Nacional                                        | Impuros                                                 | Indicado  |
| 2022 | Prêmios Produ                              | Melhor Ator Principal - Série Dramática Histórica, Política o Social | Impuros                                                 | Indicado  |
| 2023 | Troféu AIB de Imprensa                     | Melhor Ator                                                          | Impuros                                                 | Indicado  |
| 2024 | SEC Awards                                 | Melhor Ator em Série Nacional                                        | Impuros                                                 | Venceu    |
| 2024 | Festival Sesc Melhores Filmes              | Melhor Ator Nacional                                                 | O Faixa Preta: A Verdadeira História de Fernando Tererê | Indicado  |
| 2024 | Prêmio Noticiasdetv.com                    | Melhor Ator Antagonista ou Vilão                                     | Família É Tudo                                          | Pendente  |
| 2024 | Prêmio Ubuntu Potências Negras             | Cenas Pretas (Ator)                                                  | Família É Tudo                                          | Venceu    |